# ر. إتش بويد
ر. إتش بويد (بالإنجليزية: R. H. Boyd)‏ هو كاهن وشخصية أعمال أمريكي، ولد في 15 مارس 1843 في مقاطعة نوكسوبي في الولايات المتحدة، وتوفي في 22 أغسطس 1922.